# Rally1

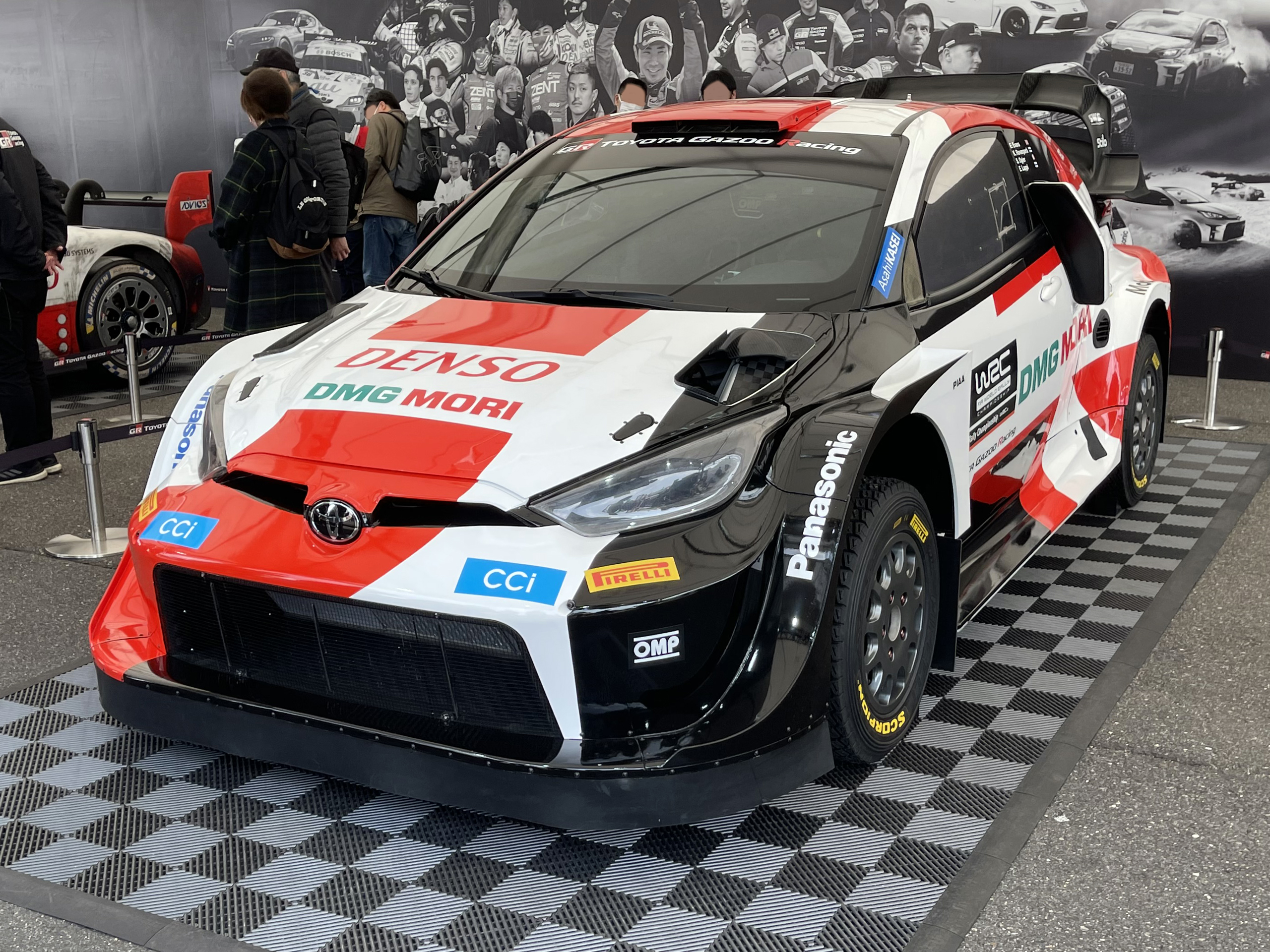
Toyota GR Yaris Rally1, omologata come Rally1

Il Rally1, chiamato anche Gruppo Rally1, è la massima categoria delle vetture da rally, che possono partecipare esclusivamente al Campionato del mondo rally organizzato dalla Federazione Internazionale dell'Automobile (FIA) dal 2022.
Le autovetture omologato come Rally1 sono state utilizzate per la prima volta nella stagione WRC 2022, andando a sostituire le precedenti World Rally Car.
La creazione del gruppo Rally1 è iniziata nel giugno 2018, quando la FIA ha approvato il passaggio a una nuova formula per la categorizzazione delle vetture da rally, insieme a una rivisitazione completa dei regolamenti delle vetture e dei vari campionati sia mondiali che nazionali, in una nuova gerarchia chiamata Rally Pyramid.

## Vetture Rally1
| Costruttore | Vettura         | Anno | Note |
| ----------- | --------------- | ---- | ---- |
| Ford        | Puma Rally1     | 2022 |      |
| Hyundai     | i20 N Rally1    | 2022 |      |
| Toyota      | GR Yaris Rally1 | 2022 |      |